# جوزپه دومنیکلی
جوزپه دومنیکلی (ایتالیایی: Giuseppe Domenichelli; ۳۱ ژوئیهٔ ۱۸۸۷ – ۱۳ مارس ۱۹۵۵) ژیمناست هنری اهل ایتالیا بود.